# Province de Yasothon
Yasothon (en thaï : ยโสธร) est une province (changwat) de Thaïlande.
Elle est située dans le nord-est du pays, elle a été fondée en mars 1972, par séparation de la province d'Ubon Ratchathani. Sa capitale est la ville de Yasothon.

## Subdivisions

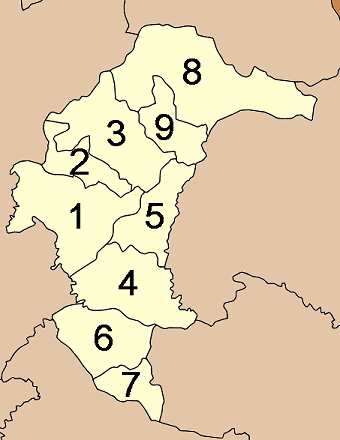
Carte des amphoe de la province de Yasothon.

Yasothon est subdivisée en 9 districts (amphoe). Ces districts sont eux-mêmes subdivisés en 78 sous-districts (tambon) et 835 villages (muban).

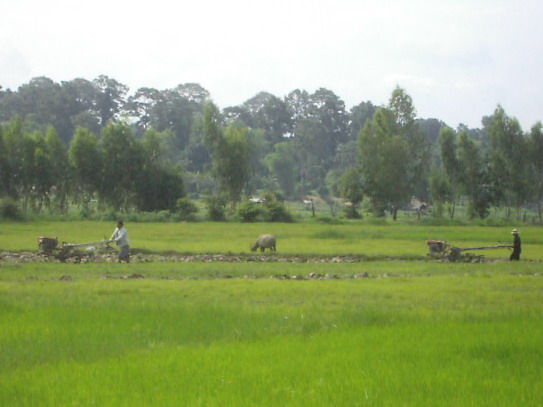
Culture du riz.